# Myrmeleon mariaemathildae
Il formicaleone di Maria Matilde (Myrmeleon mariaemathildae Pantaleoni, Cesaroni & Nicoli Aldini, 2010) è una specie di Mirmeleontide (formicaleone), famiglia di insetti appartenenti all'ordine dei neurotteri, endemico di Tunisia e Sardegna.
Il nome è un omaggio a Maria Matilde Principi (1915 – 2017), entomologa e accademica dell'Università di Bologna.

## Descrizione
Il formicaleone di Maria Matilde condivide l'aspetto degli altri membri della specie.
Nella fase larvale presenta un corpo largo abbinato ad una testa piatta dotata di lunghe mandibole protese in avanti con cui caccia le prede, costituite da afidi o bruchi, nella caratteristica trappola a forma conica, corpo caratterizzato dal colore beige, punteggiato con tonalità più scure, ricoperto di setole.
Nell'adulto il corpo ha una lunghezza modesta, che va dai 18 ai 22 mm, presenta due paia di ali strette e lunghe quanto il corpo, ricche di nervature, e un addome lungo e sottile, di colore giallo pallido con macchie più scure, aspetto che le fa assomigliare alle libellule.

## Distribuzione e habitat
Myrmeleon mariaemathildae è stato rinvenuto in una parte dell'areale mediterraneo, nelle zone costiere della Tunisia e dell'Italia insulare, ma solamente in Sardegna e in Toscana, precisamente all'isola d'Elba.
Vive nelle dune costiere con vegetazione erbosa, con gli adulti che volano per circa una settimana tra la primavera e l'estate, dove la femmina depone un uovo per volta in diversi punti sotto la sabbia, dove poi rimarranno per tutta la fase larvale, accanto a piante del genere Ammophila.